# غيرا
غيرا (بالألمانية: Gera) هي urban district of Germany، بلدة ألمانية و Major regional center تقع في ألمانيا في تورينغن. يقدر عدد سكانها بـ 101,618 نسمة .

## المدن التوأمة
مدن تيميشوارا، آرنم، فورت واين (إنديانا)، غورازده، كووبيو، نورنبرغ، بلزن، بسكوف، روستوف-نا-دونو، سكرينفيتسه، سليفن و سان دوني هي مدن توأمة لـغرا.

## معرض صور

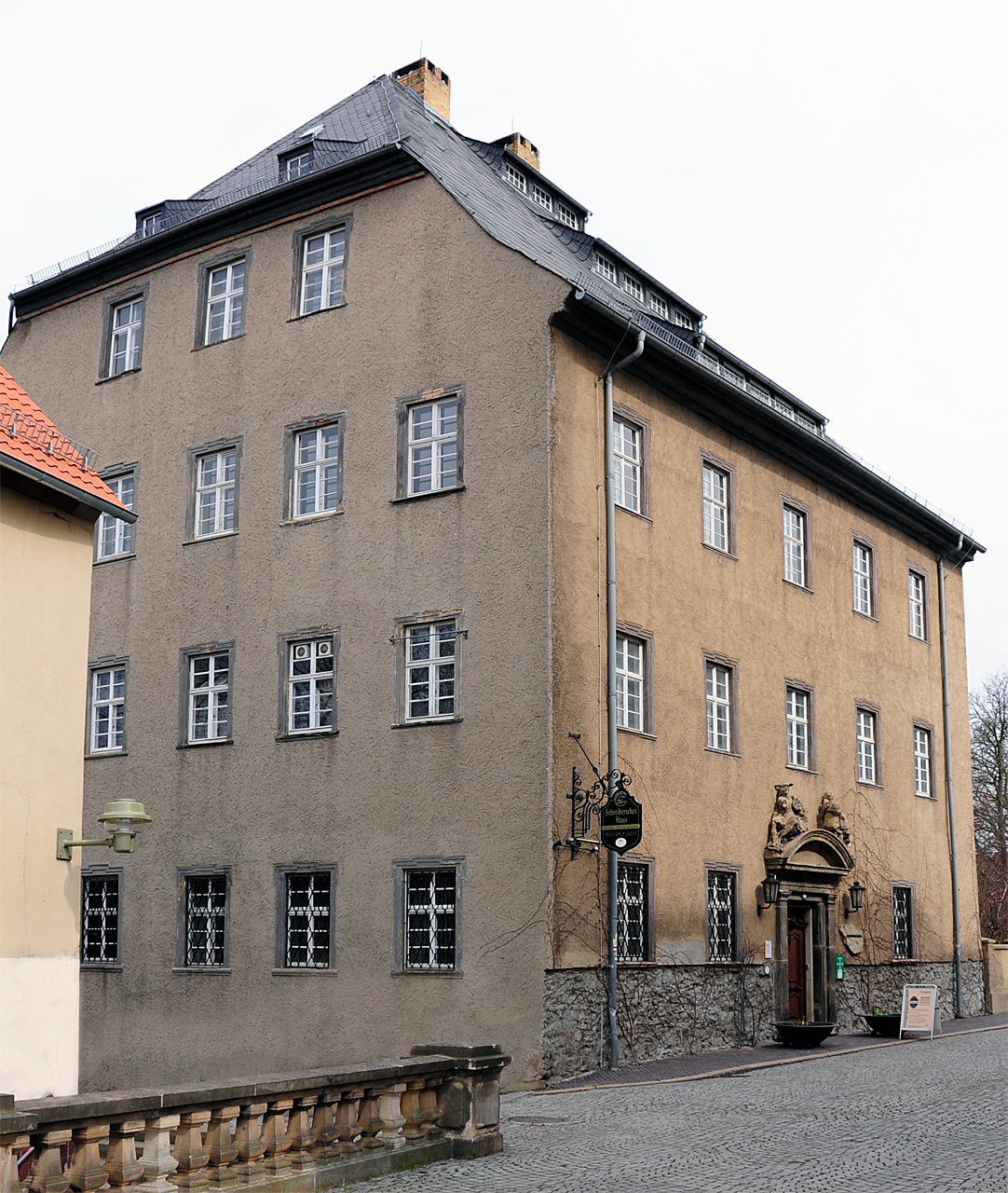
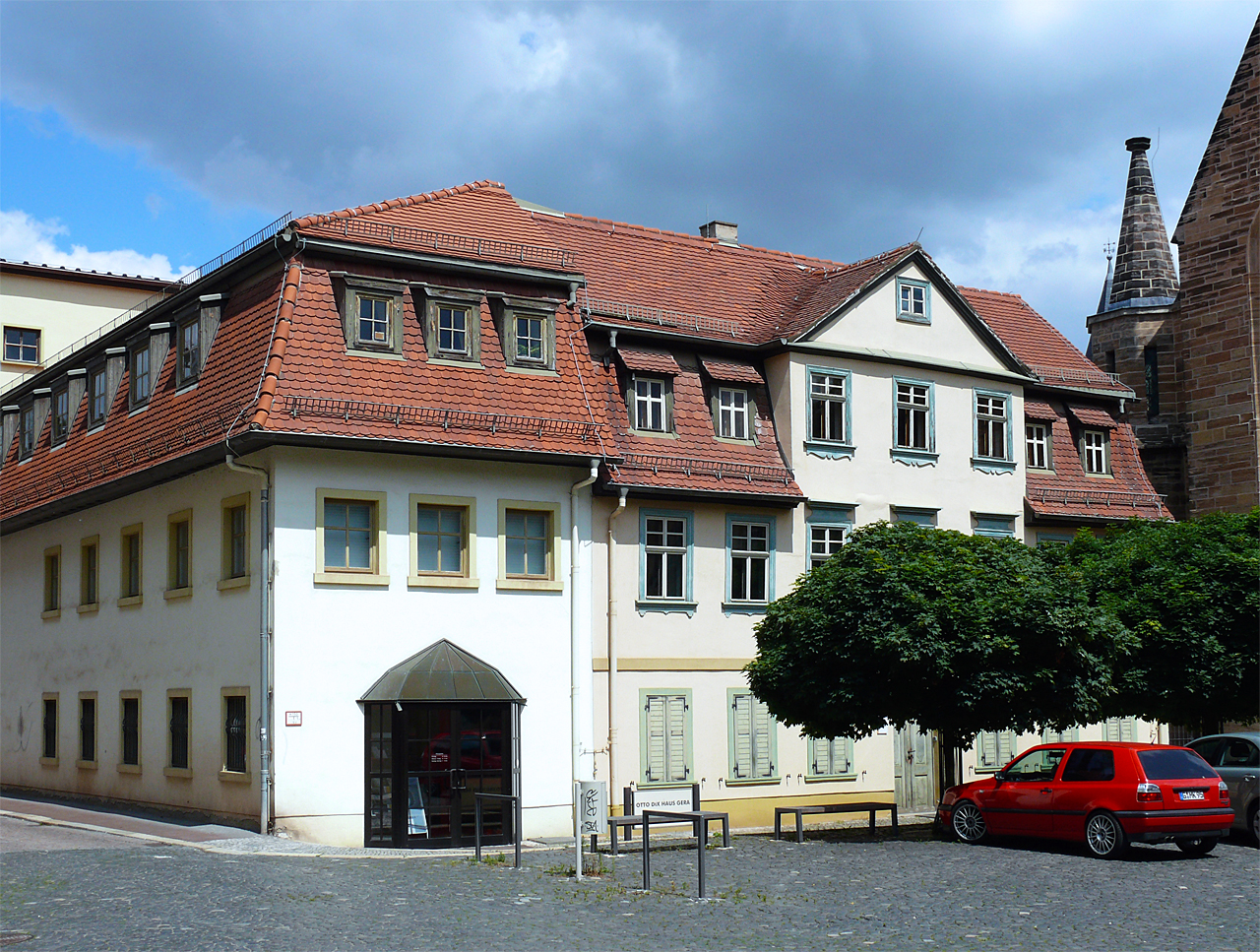
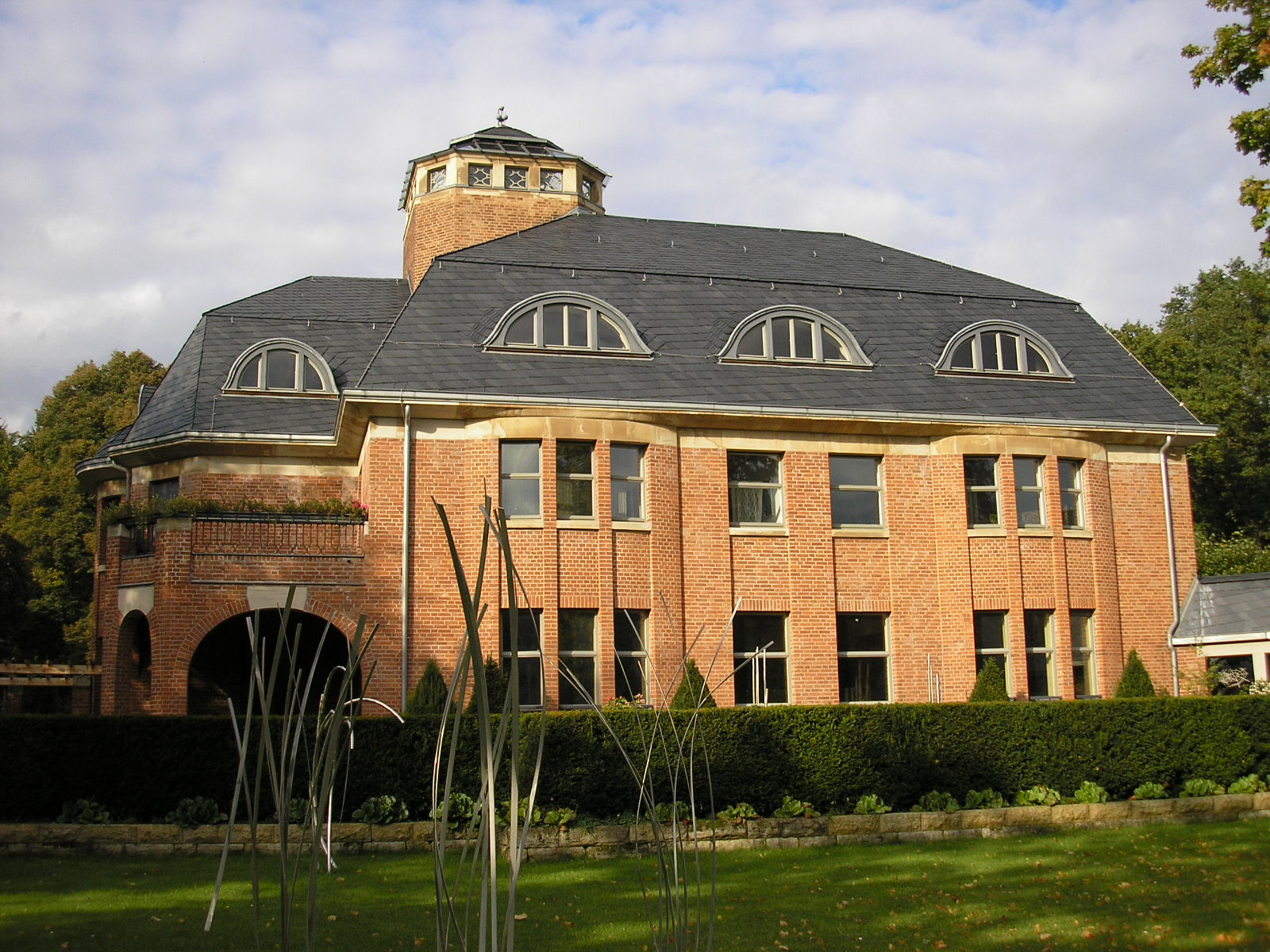
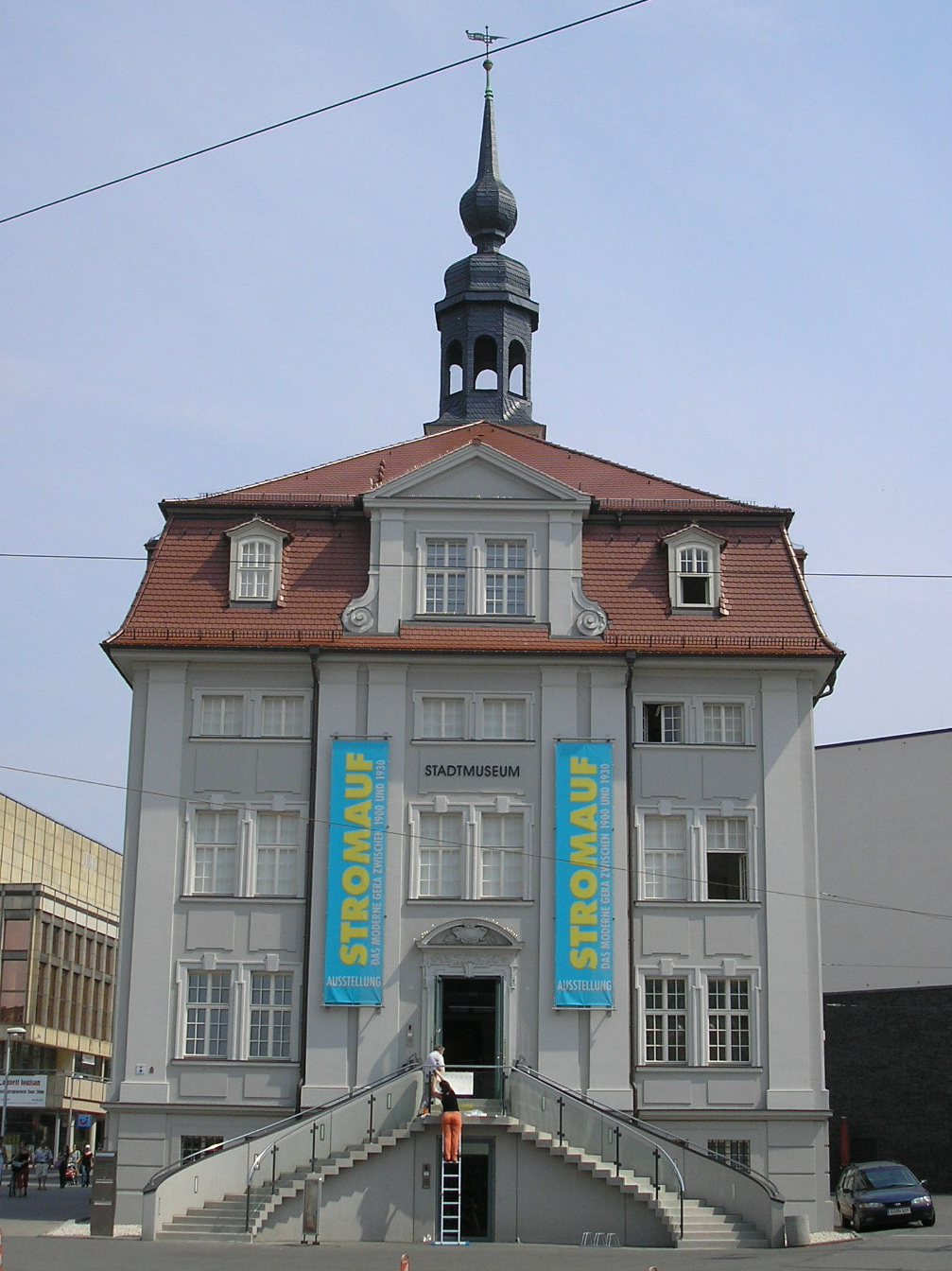
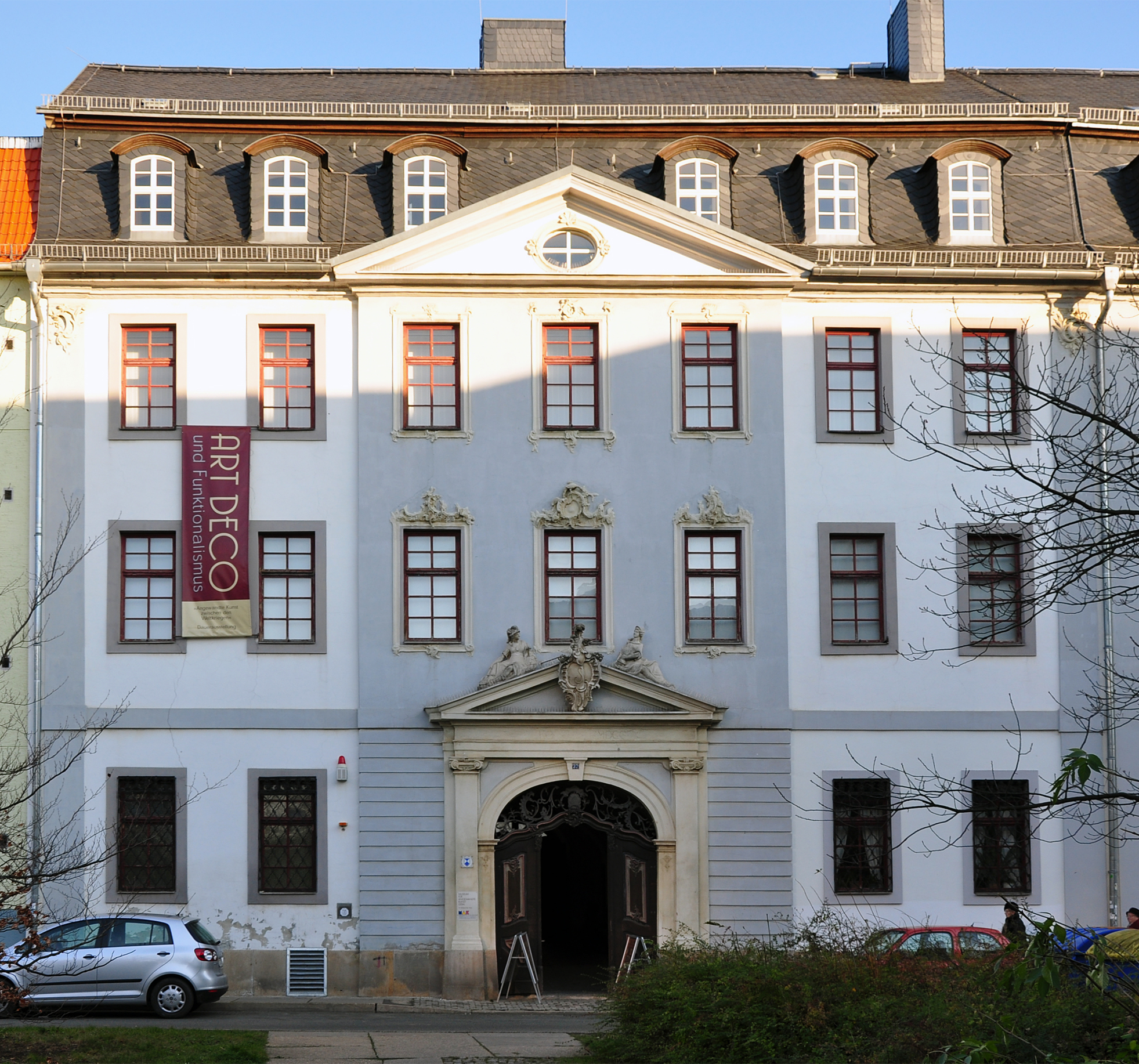
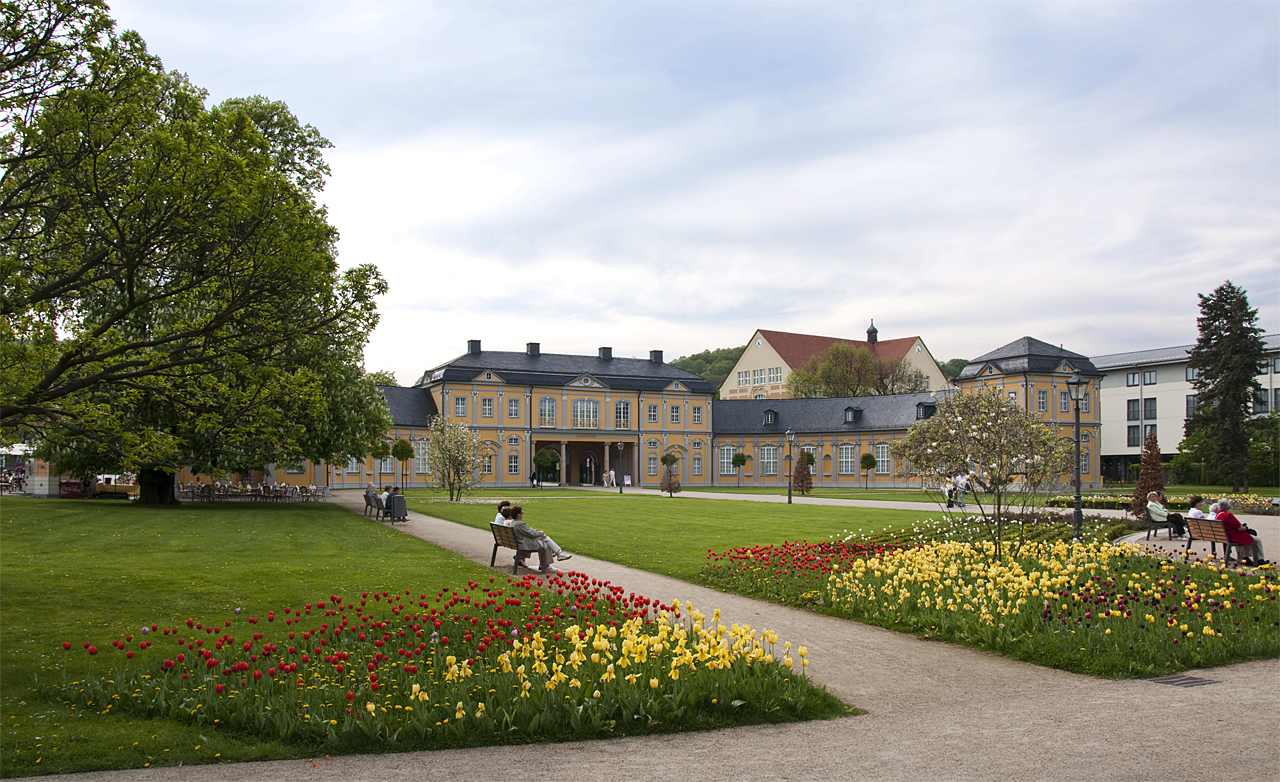

## أعلام
- مارليس غور
- هايكه دريشلر
- جون ديجينكولب
- هورست زالومون
- تيلو زاراتسين